# Otto Andersson
Otto Andersson (7 de maio de 1910 - 11 de agosto de 1977) foi um futebolista sueco. Ele competiu na Copa do Mundo FIFA de 1934, sediada na Itália.